# Meng Hongwei
Meng Hongwei (chinês tradicional: 孟宏偉, chinês simplificado: 孟宏伟, pinyin: Mèng Hóngweǐ; novembro de 1953) é um político chinês e ex-presidente da Interpol. Foi um ex-funcionário do Partido Comunista da China, já serviu como vice-ministro da segurança pública e tem 40 anos de experiência em justiça criminal e policiamento.
Meng foi dado como desaparecido por sua esposa em 04 de outubro de 2018, durante sua viagem da França para a China. Ele havia sido detido secretamente na chegada à China para uma investigação sobre conduta ilegal.

## Biografia e carreira
Meng nasceu em Harbin, Heilongjiang, na China, em novembro de 1953. Meng graduou-se na Universidade de Pequim, onde se formou em direito.
Meng foi vice-ministro da segurança pública e diretor da Guarda Costeira da China (2013–2017). Em 18 de março de 2013, ele foi nomeado diretor adjunto da Administração Estatal Oceânica da China. Em abril de 2018, a China retirou sua filiação do Comitê Central do Partido Comunista.

### Interpol
Em 2004, Meng tornou-se o chefe da filial da Interpol na China.
Em 10 de novembro de 2016, Meng foi eleito presidente da Interpol. Dissidentes temiam que a China usasse a organização para rastrear os oponentes exilados.
Em 7 de outubro de 2018, Meng entregou sua carta de demissão da presidência da Interpol, sendo substituído interinamente por Kim Jong Yang, vice-presidente sênior do comitê executivo da Interpol.

## Detenção pela China
Meng deixou a França em 20 de setembro e desembarcou na China em um voo de entrada de Estocolmo. Em 25 de setembro, Meng enviou à sua esposa Grace uma foto de uma faca, sugerindo que ele estava em perigo. Em 04 de outubro de 2018, ela relatou sua falta à polícia francesa. Posteriormente, ela recebeu proteção policial após ser ameaçada por telefone e pelas redes sociais.
Segundo fontes do jornal Le Parisien, as autoridades chinesas acreditam que Meng é suspeito de ajudar uma determinada empresa na obtenção de um contrato de aprovisionamento de segurança de computadores e está atualmente sob investigação e sendo acusado de corrupção.
Em 07 de outubro de 2018, a Comissão Central de Inspeção Disciplinar anunciou que Meng estava sendo investigado pela Comissão Nacional de Supervisão por conduta ilegal.